# WTA Tour 1983
Die WTA Tour 1983 (offiziell: Virginia Slims World Championships Series 1983) war der 13. Jahrgang der Damentennis-Turnierserie, die von der Women’s Tennis Association ausgetragen wird.
Der Teamwettbewerb Federation Cup wird wie die Grand-Slam-Turniere nicht von der WTA, sondern von der ITF organisiert. Er wird dennoch aufgeführt, da die Spitzenspielerinnen auch dort in der Regel spielen.

## Turnierplan
| Kategorie          |
| ------------------ |
| Grand Slam         |
| Tour Championships |

| Sonstige       |
| -------------- |
| Federation Cup |

### Erklärungen
Die Zeichenfolge von z. B. 128E/96Q/64D/32M hat folgende Bedeutung:

128E = 128 Spielerinnen spielen im Einzel

96Q = 96 Spielerinnen spielen die Qualifikation

64D = 64 Paarungen spielen im Doppel

32M = 32 Paarungen spielen im Mixed

### Januar
| Datum 1 | Turnier                                                                               | Siegerin                        | Finalgegnerin               | Ergebnis      |
| ------- | ------------------------------------------------------------------------------------- | ------------------------------- | --------------------------- | ------------- |
| 03.01.  | Virginia Slims of Washington Washington, Vereinigte Staaten 150.000 $ Teppich (Halle) | Martina Navratilova             | Sylvia Hanika               | 6:1, 6:1      |
| 03.01.  | Virginia Slims of Washington Washington, Vereinigte Staaten 150.000 $ Teppich (Halle) | Martina Navratilova Pam Shriver | Kathy Jordan Anne Smith     | 4:6, 7:5, 6:3 |
| 10.01.  | Virginia Slims of Houston Houston, Vereinigte Staaten 150.000 $ Teppich (Halle)       | Martina Navratilova             | Sylvia Hanika               | 6:3, 7:6      |
| 10.01.  | Virginia Slims of Houston Houston, Vereinigte Staaten 150.000 $ Teppich (Halle)       | Martina Navratilova Pam Shriver | Jo Durie Barbara Potter     | 6:4, 6:3      |
| 24.01.  | Avon Tennis Cup Marco Island, Vereinigte Staaten 100.000 $ Sandplatz                  | Andrea Jaeger                   | Hana Mandlíková             | 6:1, 6:3      |
| 24.01.  | Avon Tennis Cup Marco Island, Vereinigte Staaten 100.000 $ Sandplatz                  | Andrea Jaeger Mary-Lou Piatek   | Rosie Casals Wendy Turnbull | 7:5, 6:4      |
| 31.01.  | Murjani Cup Palm Beach Gardens, Vereinigte Staaten 150.000 $ Sandplatz                | Chris Evert-Lloyd               | Andrea Jaeger               | 6:3, 6:3      |
| 31.01.  | Murjani Cup Palm Beach Gardens, Vereinigte Staaten 150.000 $ Sandplatz                | Barbara Potter Sharon Walsh     | Kathy Jordan Anne Smith     | 6:4, 4:6, 6:2 |

### Februar
| Datum 1 | Turnier                                                                                      | Siegerin                        | Finalgegnerin                   | Ergebnis      |
| ------- | -------------------------------------------------------------------------------------------- | ------------------------------- | ------------------------------- | ------------- |
| 07.02.  | Ginny of Indianapolis Indianapolis, Vereinigte Staaten 50.000 $ Teppich (Halle)              | Anne Hobbs                      | Ginny Purdy                     | 6:4, 6:7, 6:4 |
| 07.02.  | Ginny of Indianapolis Indianapolis, Vereinigte Staaten 50.000 $ Teppich (Halle)              | Lea Antonoplis Barbara Jordan   | Rosalyn Fairbank Candy Reynolds | 5:7, 6:4, 7:5 |
| 14.02.  | Virginia Slims of Chicago Chicago, Vereinigte Staaten 150.000 $ Teppich (Halle)              | Martina Navratilova             | Andrea Jaeger                   | 6:3, 6:2      |
| 14.02.  | Virginia Slims of Chicago Chicago, Vereinigte Staaten 150.000 $ Teppich (Halle)              | Martina Navratilova Pam Shriver | Kathy Jordan Anne Smith         | 6:1, 6:2      |
| 14.02.  | Ginny of Central Pennsylvania Hershey, Vereinigte Staaten 50.000 $ Teppich (Halle)           | Caling Bassett                  | Sandy Collins                   | 2:6, 6:0, 6:4 |
| 14.02.  | Ginny of Central Pennsylvania Hershey, Vereinigte Staaten 50.000 $ Teppich (Halle)           | Lea Antonoplis Barbara Jordan   | Sherry Acker Ann Henricksson    | 6:3, 6:4      |
| 21.02.  | Ginny of New Jersey Ridgewood, Vereinigte Staaten 50.000 $ Teppich (Halle)                   | Alycia Moulton                  | Catrin Jexell                   | 6:4, 6:2      |
| 21.02.  | Ginny of New Jersey Ridgewood, Vereinigte Staaten 50.000 $ Teppich (Halle)                   | Beverly Mould Elizabeth Sayers  | Rosalyn Fairbank Susan Leo      | 7:6, 4:6, 7:5 |
| 21.02.  | Virginia Slims of California Oakland, Vereinigte Staaten 150.000 $ Teppich (Halle) – 32E/16D | Bettina Bunge                   | Sylvia Hanika                   | 6:3, 6:3      |
| 21.02.  | Virginia Slims of California Oakland, Vereinigte Staaten 150.000 $ Teppich (Halle) – 32E/16D | Claudia Kohde-Kilsch Eva Pfaff  | Rosie Casals Wendy Turnbull     | 6:4, 4.6, 6:4 |
| 28.02.  | WTA Congoleum Classic Palm Springs, Vereinigte Staaten 50.000 $ Hartplatz                    | Yvonne Vermaak                  | Caling Bassett                  | 6:3, 7:5      |
| 28.02.  | WTA Congoleum Classic Palm Springs, Vereinigte Staaten 50.000 $ Hartplatz                    | Kathy Jordan Ann Kiyomura       | Dianne Balestrat Betty Stöve    | 6:2, 6:2      |

### März
| Datum 1 | Turnier                                                                            | Siegerin                        | Finalgegnerin                  | Ergebnis      |
| ------- | ---------------------------------------------------------------------------------- | ------------------------------- | ------------------------------ | ------------- |
| 06.03.  | Ginny of Nashville Nashville, Vereinigte Staaten 50.000 $ Teppich (Halle)          | Kathleen Horvath                | Marcela Skuherská              | 6:4, 6:3      |
| 06.03.  | Ginny of Nashville Nashville, Vereinigte Staaten 50.000 $ Teppich (Halle)          | Rosalyn Fairbank Candy Reynolds | Alycia Moulton Paula Smith     | 6:4, 7:6      |
| 07.03.  | Virginia Slims of Dallas Dallas, Vereinigte Staaten 150.000 $ Teppich (Halle)      | Martina Navratilova             | Chris Evert-Lloyd              | 6:4, 6:0      |
| 07.03.  | Virginia Slims of Dallas Dallas, Vereinigte Staaten 150.000 $ Teppich (Halle)      | Martina Navratilova Pam Shriver | Rosie Casals Wendy Turnbull    | 6:3, 6:2      |
| 07.03.  | Ginny of Pittsburgh Pittsburgh, Vereinigte Staaten Teppich (Halle)                 | Ginny Purdy                     | Claudia Monteiro               | 6:2, 7:5      |
| 07.03.  | Ginny of Pittsburgh Pittsburgh, Vereinigte Staaten Teppich (Halle)                 | Candy Reynolds Paula Smith      | Iwona Kuczyńska Trey Lewis     | 6:2, 6:2      |
| 14.03.  | Virginia Slims of Boston Boston, Vereinigte Staaten 150.000 $ Teppich (Halle)      | Wendy Turnbull                  | Sylvia Hanika                  | 6:4, 3:6, 6:4 |
| 14.03.  | Virginia Slims of Boston Boston, Vereinigte Staaten 150.000 $ Teppich (Halle)      | Jo Durie Ann Kiyomura           | Kathy Jordan Anne Smith        | 6:3, 6:1      |
| 21.03.  | WTA Championships New York, Vereinigte Staaten Masters – 150.000 $ Teppich (Halle) | Martina Navratilova             | Chris Evert-Lloyd              | 6:2, 6:0      |
| 21.03.  | WTA Championships New York, Vereinigte Staaten Masters – 150.000 $ Teppich (Halle) | Martina Navratilova Pam Shriver | Claudia Kohde-Kilsch Eva Pfaff | 7:5, 6:2      |
| 28.03.  | Bridgestone Doubles Tokio, Japan 150.000 $ Teppich (Halle)                         | Billie Jean King Sharon Walsh   | Kathy Jordan Anne Smith        | 6:3, 6:1      |

### April
| Datum 1 | Turnier                                                                                     | Siegerin                           | Finalgegnerin                   | Ergebnis      |
| ------- | ------------------------------------------------------------------------------------------- | ---------------------------------- | ------------------------------- | ------------- |
| 04.04.  | Family Circle Cup Hilton Head Island, Vereinigte Staaten 200.000 $ Sandplatz                | Martina Navratilova                | Tracy Austin                    | 5:7, 6:1, 6:0 |
| 04.04.  | Family Circle Cup Hilton Head Island, Vereinigte Staaten 200.000 $ Sandplatz                | Martina Navratilova Candy Reynolds | Andrea Jaeger Paula Smith       | 6:2, 6:3      |
| 11.04.  | Lipton/WTA Championships Amelia Island, Vereinigte Staaten 250.000 $ Sandplatz              | Chris Evert-Lloyd                  | Caling Bassett                  | 6:3, 2:6, 7:5 |
| 11.04.  | Lipton/WTA Championships Amelia Island, Vereinigte Staaten 250.000 $ Sandplatz              | Rosalyn Fairbank Candy Reynolds    | Hana Mandlíková Virginia Ruzici | 6:4, 6:2      |
| 18.04.  | United Airlines Tournament of Championships Orlando, Vereinigte Staaten 200.000 $ Sandplatz | Martina Navratilova                | Andrea Jaeger                   | 6:1, 7:5      |
| 18.04.  | United Airlines Tournament of Championships Orlando, Vereinigte Staaten 200.000 $ Sandplatz | Billie Jean King Anne Smith        | Martina Navratilova Pam Shriver | 6:3, 1:6, 7:6 |
| 25.04.  | Virginia Slims of Atlanta Atlanta, Vereinigte Staaten 150.000 $ Hartplatz                   | Pam Shriver                        | Kathy Jordan                    | 6:2, 6:0      |
| 25.04.  | Virginia Slims of Atlanta Atlanta, Vereinigte Staaten 150.000 $ Hartplatz                   | Alycia Moulton Sharon Walsh        | Rosie Casals Wendy Turnbull     | 6:3, 7:6      |

### Mai
| Datum 1 | Turnier                                                                   | Sieger(in)                                                      | Finalgegner(in)                                                 | Ergebnis                                                        |
| ------- | ------------------------------------------------------------------------- | --------------------------------------------------------------- | --------------------------------------------------------------- | --------------------------------------------------------------- |
| 02.05.  | Italian Open Perugia, Italien 150.000 $ Sandplatz                         | Andrea Temesvari                                                | Bonnie Gadusek                                                  | 6:1, 6:0                                                        |
| 02.05.  | Italian Open Perugia, Italien 150.000 $ Sandplatz                         | Virginia Ruzici Virginia Wade                                   | Ivanna Madruga-Osses Catherine Tanvier                          | 6:3, 2:6, 6:1                                                   |
| 09.05.  | Swiss Open Lugano, Schweiz 100.000 $ Sandplatz                            | Das Einzel wurde nach dem Viertelfinale wegen Regens gestrichen | Das Einzel wurde nach dem Viertelfinale wegen Regens gestrichen | Das Einzel wurde nach dem Viertelfinale wegen Regens gestrichen |
| 09.05.  | Swiss Open Lugano, Schweiz 100.000 $ Sandplatz                            | Christiane Jolissaint Marcella Mesker                           | Petra Delhees Pat Medrado                                       | 6:2, 3:6, 7:5                                                   |
| 16.05.  | German Open Berlin (West), Bundesrepublik Deutschland 150.000 $ Sandplatz | Chris Evert-Lloyd                                               | Kathleen Horvath                                                | 6:4, 7:6                                                        |
| 16.05.  | German Open Berlin (West), Bundesrepublik Deutschland 150.000 $ Sandplatz | Jo Durie Anne Hobbs                                             | Claudia Kohde-Kilsch Eva Pfaff                                  | 6:4, 7:6                                                        |
| 23.05.  | French Open Paris, Frankreich Grand Slam 350.000 $ Sandplatz              | Chris Evert-Lloyd                                               | Mima Jaušovec                                                   | 6:1, 6:2                                                        |
| 23.05.  | French Open Paris, Frankreich Grand Slam 350.000 $ Sandplatz              | Rosalyn Fairbank Candy Reynolds                                 | Kathy Jordan Anne Smith                                         | 5:7, 7:5, 6:2                                                   |
| 23.05.  | French Open Paris, Frankreich Grand Slam 350.000 $ Sandplatz              | Barbara Jordan Eliot Teltscher                                  | Leslie Allen Charles Strode                                     | 6:2, 6:3                                                        |

### Juni
| Datum 1 | Turnier                                                                        | Sieger(in)                      | Finalgegner(in)                | Ergebnis      |
| ------- | ------------------------------------------------------------------------------ | ------------------------------- | ------------------------------ | ------------- |
| 06.06.  | Edgbaston Cup Birmingham, Großbritannien 100.000 $ Rasen                       | Billie Jean King                | Alycia Moulton                 | 6:0, 7:5      |
| 06.06.  | Edgbaston Cup Birmingham, Großbritannien 100.000 $ Rasen                       | Billie Jean King Sharon Walsh   | Beverly Mould Elizabeth Sayers | 6:2, 6:4      |
| 13.06.  | BMW Championships Eastbourne, Großbritannien 150.000 $ Rasen                   | Martina Navratilova             | Wendy Turnbull                 | 6:1, 6:1      |
| 13.06.  | BMW Championships Eastbourne, Großbritannien 150.000 $ Rasen                   | Martina Navratilova Pam Shriver | Jo Durie Anne Hobbs            | 6:1, 6:0      |
| 20.06.  | Wimbledon Championships Wimbledon, Großbritannien Grand Slam – 670.000 $ Rasen | Martina Navratilova             | Andrea Jaeger                  | 6:0, 6:3      |
| 20.06.  | Wimbledon Championships Wimbledon, Großbritannien Grand Slam – 670.000 $ Rasen | Martina Navratilova Pam Shriver | Rosie Casals Wendy Turnbull    | 6:2, 6:2      |
| 20.06.  | Wimbledon Championships Wimbledon, Großbritannien Grand Slam – 670.000 $ Rasen | Wendy Turnbull John Lloyd       | Billie Jean King Steve Denton  | 6:7, 7:6, 7:5 |

### Juli
| Datum 1 | Turnier                                                                         | Siegerin                           | Finalgegnerin                            | Ergebnis      |
| ------- | ------------------------------------------------------------------------------- | ---------------------------------- | ---------------------------------------- | ------------- |
| 04.07.  | Fila Europa Cup Hittfeld, Bundesrepublik Deutschland 100.000 $ Sandplatz        | Andrea Temesvari                   | Eva Pfaff                                | 6:4, 6:2      |
| 04.07.  | Fila Europa Cup Hittfeld, Bundesrepublik Deutschland 100.000 $ Sandplatz        | Bettina Bunge Claudia Kohde-Kilsch | Ivanna Madruga-Osses Catherine Tanvier   | 7:5, 6:4      |
| 17.07.  | Federation Cup Finale Zürich, Schweiz Sandplatz                                 | Tschechoslowakei                   | Deutschland                              | 2:1           |
| 11.07.  | Virginia Slims Hall of Fame Classic Newport, Vereinigte Staaten 100.000 $ Rasen | Alycia Moulton                     | Kim Shaefer                              | 6:3, 6:2      |
| 11.07.  | Virginia Slims Hall of Fame Classic Newport, Vereinigte Staaten 100.000 $ Rasen | Barbara Potter Pam Shriver         | Barbara Jordan Elizabeth Sayers          | 6:3, 6:1      |
| 11.07.  | Freiburg Freiburg im Breisgau, Bundesrepublik Deutschland 50.000 $ Sandplatz    | Catherine Tanvier                  | Laura Arraya                             | 6:4, 7:5      |
| 11.07.  | Freiburg Freiburg im Breisgau, Bundesrepublik Deutschland 50.000 $ Sandplatz    | Bettina Bunge Eva Pfaff            | Ivanna Madruga-Osses Emilse Roponi Longo | 6:1, 6:2      |
| 18.07.  | Head Cup Austrian Open Kitzbühel, Österreich 50.000 $ Sandplatz                 | Pascale Paradis                    | Petra Huber                              | 3:6, 6:3, 6:2 |
| 18.07.  | Head Cup Austrian Open Kitzbühel, Österreich 50.000 $ Sandplatz                 | Chris Newton Pam Whytcross         | Nathalie Herreman Pascale Paradis        | 2:6, 6:4, 7:6 |

### August
| Datum 1 | Turnier                                                                           | Sieger(in)                       | Finalgegner(in)                 | Ergebnis      |
| ------- | --------------------------------------------------------------------------------- | -------------------------------- | ------------------------------- | ------------- |
| 01.08.  | U.S. Clay Courts Indianapolis, Vereinigte Staaten 200.000 $ Sandplatz             | Andrea Temesvari                 | Zina Garrison                   | 6:2, 6:2      |
| 01.08.  | U.S. Clay Courts Indianapolis, Vereinigte Staaten 200.000 $ Sandplatz             | Kathleen Horvath Virginia Ruzici | Gigi Fernández Beth Herr        | 4:6, 7:6, 6:2 |
| 08.08.  | Virginia Slims of Los Angeles Los Angeles, Vereinigte Staaten 150.000 $ Hartplatz | Martina Navratilova              | Chris Evert-Lloyd               | 6:1, 6:3      |
| 08.08.  | Virginia Slims of Los Angeles Los Angeles, Vereinigte Staaten 150.000 $ Hartplatz | Martina Navratilova Pam Shriver  | Betsy Nagelsen Virginia Ruzici  | 6:1, 6:0      |
| 15.08.  | Player’s Canadian Open Toronto, Kanada 200.000 $ Hartplatz                        | Martina Navratilova              | Chris Evert-Lloyd               | 6:4, 4:6, 6:1 |
| 15.08.  | Player’s Canadian Open Toronto, Kanada 200.000 $ Hartplatz                        | Anne Hobbs Andrea Jaeger         | Rosalyn Fairbank Candy Reynolds | 6:4, 5:7, 7:5 |
| 22.08.  | Virginia Slims of New Jersey Mahwah, Vereinigte Staaten 125.000 $ Hartplatz       | Jo Durie                         | Hana Mandlíková                 | 2:6, 7:5, 6:4 |
| 22.08.  | Virginia Slims of New Jersey Mahwah, Vereinigte Staaten 125.000 $ Hartplatz       | Jo Durie Sharon Walsh            | Rosalyn Fairbank Candy Reynolds | 4:6, 7:5, 6:3 |
| 30.08.  | US Open New York, Vereinigte Staaten Grand Slam – 850.000 $ Hartplatz             | Martina Navratilova              | Chris Evert-Lloyd               | 6:1, 6:3      |
| 30.08.  | US Open New York, Vereinigte Staaten Grand Slam – 850.000 $ Hartplatz             | Martina Navratilova Pam Shriver  | Rosalyn Fairbank Candy Reynolds | 6:7, 6:1, 6:3 |
| 30.08.  | US Open New York, Vereinigte Staaten Grand Slam – 850.000 $ Hartplatz             | Elizabeth Sayers John Fitzgerald | Barbara Potter Ferdi Taygan     | 3:6, 6:3, 6:4 |

### September
| Datum 1 | Turnier                                                                                     | Siegerin                        | Finalgegnerin                | Ergebnis      |
| ------- | ------------------------------------------------------------------------------------------- | ------------------------------- | ---------------------------- | ------------- |
| 12.09.  | Queens Grand Prix Tokio, Japan 175.000 $ Teppich (Halle)                                    | Lisa Bonder                     | Andrea Jaeger                | 6:2, 5:7, 6:1 |
| 12.09.  | Ginny of Utah Salt Lake City, Vereinigte Staaten Hartplatz                                  | Yvonne Vermaak                  | Felicia Raschiatore          | 6:2, 0:6, 7:5 |
| 12.09.  | Ginny of Utah Salt Lake City, Vereinigte Staaten Hartplatz                                  | Claudia Monteiro Yvonne Vermaak | Amanda Brown Brenda Remilton | 6:1, 3:6, 6:4 |
| 19.09.  | Central Fidelity Banks International Richmond, Vereinigte Staaten 150.000 $ Teppich (Halle) | Rosalyn Fairbank                | Kathy Jordan                 | 6:4, 5:7, 6:4 |
| 19.09.  | Central Fidelity Banks International Richmond, Vereinigte Staaten 150.000 $ Teppich (Halle) | Rosalyn Fairbank Candy Reynolds | Kathy Jordan Barbara Potter  | 6:7, 6:2, 6:1 |
| 19.09.  | Ginny of Kansas City Kansas City, Vereinigte Staaten 50.000 $ Hartplatz                     | Elizabeth Sayers                | Anne Minter                  | 6:3, 6:1      |
| 19.09.  | Ginny of Kansas City Kansas City, Vereinigte Staaten 50.000 $ Hartplatz                     | Sandy Collins Elizabeth Sayers  | Chris O’Neil Brenda Remilton | 7:5, 7:6      |
| 26.09.  | U.S. Indoors Hartford, Vereinigte Staaten 150.000 $ Teppich (Halle)                         | Kim Shaefer                     | Sylvia Hanika                | 6:4, 6:3      |
| 26.09.  | U.S. Indoors Hartford, Vereinigte Staaten 150.000 $ Teppich (Halle)                         | Billie Jean King Sharon Walsh   | Kathy Jordan Barbara Potter  | 3:6, 6:3, 6:4 |
| 26.09.  | Ginny of Bakersfield Bakersfield, Vereinigte Staaten Hartplatz                              | Jennifer Mundel                 | Julie Harrington             | 6:4, 6:1      |
| 26.09.  | Ginny of Bakersfield Bakersfield, Vereinigte Staaten Hartplatz                              | Kylie Copeland Lori McNeil      | Ann Henricksson Pat Medrado  | 6:4, 6:3      |

### Oktober
| Datum 1 | Turnier                                                                         | Siegerin                           | Finalgegnerin                     | Ergebnis      |
| ------- | ------------------------------------------------------------------------------- | ---------------------------------- | --------------------------------- | ------------- |
| 03.10.  | Virginia Slims of Detroit Detroit, Vereinigte Staaten 150.000 $ Teppich (Halle) | Virginia Ruzici                    | Kathy Jordan                      | 4:6, 6:4, 6:2 |
| 03.10.  | Virginia Slims of Detroit Detroit, Vereinigte Staaten 150.000 $ Teppich (Halle) | Kathy Jordan Barbara Potter        | Rosie Casals Wendy Turnbull       | 6:4, 6:1      |
| 10.10.  | Borden Classic Tokio, Japan 75.000 $ Hartplatz                                  | Lisa Bonder                        | Laura Arraya                      | 6:1, 6:3      |
| 10.10.  | Borden Classic Tokio, Japan 75.000 $ Hartplatz                                  | Chris O’Neil Pam Whytcross         | Brenda Remilton Naoko Satō        | 5:7, 7:6, 6:3 |
| 10.10.  | Florida Federal Open Tarpon Springs, Vereinigte Staaten 150.000 $ Hartplatz     | Martina Navratilova                | Pam Shriver                       | 6:3, 6:2      |
| 10.10.  | Florida Federal Open Tarpon Springs, Vereinigte Staaten 150.000 $ Hartplatz     | Martina Navratilova Pam Shriver    | Bonnie Gadusek Wendy White        | 6:0, 6:1      |
| 17.10.  | Daihatsu Challenge Brighton, Großbritannien 150.000 $ Teppich (Halle)           | Chris Evert-Lloyd                  | Jo Durie                          | 6:1, 6:1      |
| 17.10.  | Daihatsu Challenge Brighton, Großbritannien 150.000 $ Teppich (Halle)           | Chris Evert-Lloyd Pam Shriver      | Jo Durie Ann Kiyomura             | 7:5, 6:4      |
| 17.10.  | Japan Open Tokio, Japan 50.000 $ Hartplatz                                      | Etsuko Inoue                       | Shelley Solomon                   | 6:2, 5:7, 6:1 |
| 17.10.  | Japan Open Tokio, Japan 50.000 $ Hartplatz                                      | Chris O’Neil Pam Whytcross         | Helena Manset Micki Schillig      | 6:3, 7:5      |
| 24.10.  | Porsche Classic Stuttgart, Bundesrepublik Deutschland 150.000 $ Teppich (Halle) | Martina Navratilova                | Cahterine Tanvier                 | 6:1, 6:2      |
| 24.10.  | Porsche Classic Stuttgart, Bundesrepublik Deutschland 150.000 $ Teppich (Halle) | Martina Navratilova Candy Reynolds | Virginia Ruzici Catherine Tanvier | 6:2, 6:1      |

### November
| Datum 1 | Turnier                                                                                 | Sieger(in)                      | Finalgegner(in)               | Ergebnis      |
| ------- | --------------------------------------------------------------------------------------- | ------------------------------- | ----------------------------- | ------------- |
| 07.11.  | Lynda Carter/Maybelline Classic Deerfield Beach, Vereinigte Staaten 125.000 $ Hartplatz | Chris Evert-Lloyd               | Bonnie Gadusek                | 6:0, 6:4      |
| 07.11.  | Lynda Carter/Maybelline Classic Deerfield Beach, Vereinigte Staaten 125.000 $ Hartplatz | Bonnie Gadusek Wendy White      | Pam Casale Mary-Lou Piatek    | 6:1, 3:6, 6:3 |
| 07.11.  | Ginny Championships Honolulu, Vereinigte Staaten 125.000 $ Teppich                      | Kathleen Horvath                | Carling Bassett               | 4:6, 6:2, 7:6 |
| 07.11.  | Ginny Championships Honolulu, Vereinigte Staaten 125.000 $ Teppich                      | Rosalyn Fairbank Candy Reynolds | Lea Antonoplis Barbara Jordan | 5:7, 7:5, 6:3 |
| 20.11.  | National Panasonic Brisbane, Australien 150.000 $ Rasen – 56E/32Q/32D                   | Pam Shriver                     | Wendy Turnbull                | 6:4, 7:5      |
| 20.11.  | National Panasonic Brisbane, Australien 150.000 $ Rasen – 56E/32Q/32D                   | Anne Hobbs Wendy Turnbull       | Pam Shriver Sharon Walsh      | 6:3, 6:4      |
| 21.11.  | Lion’s Cup Tokio, Japan 200.000 $ Teppich (Halle)                                       | Martina Navratilova             | Chris Evert-Lloyd             | 6:2, 6:2      |
| 21.11.  | NSW Building Society Sydney, Australien 150.000 $ Rasen                                 | Jo Durie                        | Kathy Jordan                  | 6:3, 7:5      |
| 21.11.  | NSW Building Society Sydney, Australien 150.000 $ Rasen                                 | Anne Hobbs Wendy Turnbull       | Hana Mandlíková Helena Suková | 6:4, 6:3      |
| 29.11.  | Australian Open Melbourne, Australien Grand Slam – 500.000 $ Rasen                      | Martina Navratilova             | Kathy Jordan                  | 6:2, 7:6      |
| 29.11.  | Australian Open Melbourne, Australien Grand Slam – 500.000 $ Rasen                      | Martina Navratilova Pam Shriver | Anne Hobbs Wendy Turnbull     | 6:4, 6:7, 6:2 |